# Clematis uhehensis
Clematis uhehensis är en ranunkelväxtart som beskrevs av Adolf Engler. Clematis uhehensis ingår i släktet klematisar, och familjen ranunkelväxter. Inga underarter finns listade i Catalogue of Life.